# Шотегат
Шотегат (на английски: Schottegat) е името на залива, на чийто бряг е изграден Вилемстад – главният град на остров Кюрасао, Нидерландски Антили, Карибски острови.